# رهبری سیاسی متحد

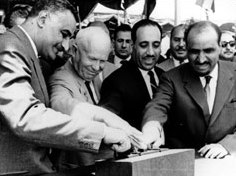
از چپ به راست: عبدالناصر، خروشچف، عارف و السلال در مصر (مه ۱۹۶۴)

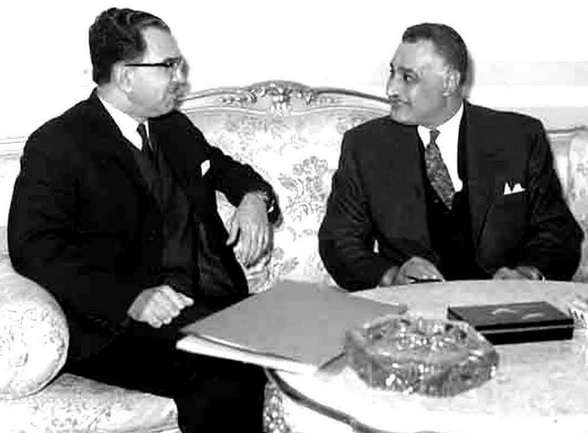
جمال عبدالناصر با عبدالرحمن البزاز، نخست‌وزیر عراق، (در سمت چپ): در فوریه سال ۱۹۶۶، «فرماندهی سیاسی متحد» مصر-عراق رضایت خود را از پیشرفت ادغام در هر دو جمهوری اعلام کرد

رهبری سیاسی متحد (عربی: القيادة السياسية الموحدة) در سال ۱۹۶۴ بین رئیس‌جمهور مصر و عراق (جمال عبدالناصر و عبدالسلام عارف) توافق شد و همچنین بین رئیس‌جمهور مصر و شمال یمن (عبدالناصر و عبدالله صالح) هر دو پروژه موازی و بدون ارتباط بودند.
انتظار می‌رفت رهبری سیاسی متحد، نوعی دولت انتقالی باشد که باید در ادغام تدریجی عراق، مصر و شمال یمن با مصر در یک جمهوری جدید عربی متحد، آماده می‌شدند که در عمل موفق نشدند.